# Хорія (Арад)
Хорія (рум. Horia) — село у повіті Арад в Румунії. Входить до складу комуни Владіміреску.
Село розташоване на відстані 412 км на північний захід від Бухареста, 12 км на північний схід від Арада, 53 км на північ від Тімішоари.

## Населення
За даними перепису населення 2002 року у селі проживали 2278 осіб.
Національний склад населення села:
| Національність | Кількість осіб | Відсоток |
| -------------- | -------------- | -------- |
| румуни         | 2174           | 95,4%    |
| німці          | 44             | 1,9%     |
| угорці         | 33             | 1,4%     |
| словаки        | 20             | 0,9%     |
| українці       | 6              | 0,3%     |

Рідною мовою назвали:
| Мова       | Кількість осіб | Відсоток |
| ---------- | -------------- | -------- |
| румунська  | 2181           | 95,7%    |
| німецька   | 40             | 1,8%     |
| угорська   | 32             | 1,4%     |
| словацька  | 20             | 0,9%     |
| українська | 5              | 0,2%     |